# عضو صناعي
العضو الصناعي جهاز يصنعه الإنسان وتتم زراعته أو دمجه في البشر لكي يحل محل عضو طبيعي، بغرض استعادة وظيفة أو مجموعة من الوظائف الخاصة كي يعود المريض إلى الحياة الطبيعية قدر الإمكان. ولا يجب أن تتعلق الوظيفة التي يتم استبدالها بدعم الحياة، إلا أنها غالبًا ما تكون كذلك.
ويأتي ضمن هذا التعريف حقيقة أن الجهاز يجب ألا يتم ربطه بصفة مستمرة بمصدر طاقة ثابت، أو أي مصادر ثابتة أخرى، مثل الفلاتر أو وحدات المعالجة الكيميائية. (حيث يمكن أن تؤدي إعادة الشحن السريعة على فترات و/أو إعادة تعبئة المواد الكيميائية و/أو تنظيف/استبدال الفلاتر إلى استثناء الجهاز من أن يأتي ضمن الأعضاء الصناعية). وبالتالي، فإن جهاز غسيل الكلى، رغم أنه جهاز ناجح للغاية ورغم كونه جهازًا هامًا للغاية لدعم الحياة يحل بشكل كامل محل مهام الكلية، لا يعد عضوًا صناعيًا. ففي هذا الوقت، لم تتح في هذه الفترة كلية صناعية فعالة وذاتية الاحتواء.

## الأسباب
يمكن أن تشتمل الأسباب الخاصة بإنشاء وتركيب عضو صناعي، والتي تعد في بداية الأمر عملية مكلفة للغاية، ويمكن أن تشتمل على العديد من السنوات من عمليات الخدمة المتعلقة بالصيانة المستمرة التي لا تكون لازمة للأعضاء الطبيعية، على ما يلي:
- دعم الحياة للحيلولة دون وقوع الوفاة القريبة أثناء انتظار زراعة الأعضاء (على سبيل المثال، القلب الصناعي)
- التحسين الشديد في قدرة المريض على رعاية نفسه (على سبيل المثال، الأطراف الصناعية)
- تحسين قدرة المريض على التفاعل بشكل اجتماعي (على سبيل المثال، زراعة القوقعة)
- عمليات التجميل بعد جراحات السرطان أو الحوادث

ذكرت إيليني في أنتونيادو (Eleni V. Antoniadou)، وهي رئيس قسم العلوم الحيوية في مؤسسة Transplants Without Donors LLC في خطابها في الاجتماع السنوي لعام 2012 في جمعية تجديد الطب وهندسة الأنسجة ما يلي:
"من منظور بشري، الهدف الرئيسي لإنشاء عضو صناعي هو وضع نهاية لعمليات التجارة في الأعضاء البشرية، والجرائم المنظمة التي تتخطى الحدود، والتي تنتشر في دول العالم الثالث وأصبحت أحد الوجوه المربحة للتطوير الاقتصادي من خلال وضع نهاية للحاجة إلى الأعضاء الحقيقية الطبيعية."
وغالبًا ما يسبق استخدام أي عضو صناعي في البشر اختبارات مكثفة على الحيوانات. وغالبًا ما تكون الاختبارات الأولية التي يتم إجراؤها على البشر محدودة على أولئك الذين يواجهون الموت بالفعل أو الذين استنفدوا كل وسائل العلاج الأخرى. (نادرًا ما يتم إجراء التجارب على المتطوعين الأصحاء المزمع إعدامهم بسبب ارتكابهم جرائم عنف.)
ورغم أن العظام البديلة والمفاصل المستخدمة معها، مثل بدائل مفصل الورك، لا يمكن أن ننظر إليها على أنها أعضاء، إلا أننا يمكن أن نأخذها بعين الاعتبار في هذا السياق.

## الأطراف الصناعية
الطرف الصناعي هو نوع من الأعضاء الصناعية التي تستبدل الطرف المفقود، كالأيدي والأرجل. يتحدد نوع الطرف الصناعي المستخدم بحسب شكل البتر وطبيعة الجزء المفقود من الطرف. تتنوع الحاجات لتركيب الطرف الصناعي كالأمراض والحوادث وعيوب الولادة، حيث أن عيب الولادة يضطر إلى الحاجة إلى الطرف الصناعي عندما يولد الشخص وفي الحوادث الصناعية وحوادث السير والحروب تؤدي بعض الحوادث إلى بتر أحد الأطراف أحياناً تسبب بعض الأمراض التهابات في الأطراف تسبب بترها. كما تسبب بعض السرطانات بتر بعض الأطراف أيضاً.

## وصلات خارجية
- American Society for Artificial Internal Organs (ASAIO)
- Artificial organ experts
- Hardware Models of Hippocampus: Toward Brain Implants as Neural Prostheses for Memory Loss
- Adaptive Optoelectronic Eye: Hybrid Sensor/Processor Architecture
- Information on extracorporeal liver support
- 3d petri dish used to self-assembled microtissues